# Campionat del Món de natació en piscina curta de 2000
El Campionat del Món de natació en piscina curta del 2000 fou una competició esportiva que es realitzà entre els dies 16 i 19 de març del 2000 a la ciutat d'Atenes (Grècia) sota l'organització de la Federació Internacional de Natació (FINA) i en piscina curta (25 metres). La competició se celebrà a les instal·lacions del Centre Olímpic Aquàtic (Complex Olímpic d'Esports d'Atenes).

## Resum de medalles

### Categoria masculina
| Prova                    | Or                                                                         | Or         | Plata                                                                            | Plata    | Bronze                                                                         | Bronze   |
| 50 m. lliures            | Mark Foster · Regne Unit                                                   | 21.58      | Brendon Dedekind · Sud-àfrica                                                    | 21.62    | Stefan Nystrand · Suècia                                                       | 21.80    |
| 100 m. lliures           | Lars Frölander · Suècia                                                    | 46.80      | Stefan Nystrand · Suècia                                                         | 47.73    | Scott Tucker · Estats Units                                                    | 47.82    |
| 200 m. lliures           | Bela Szabados · Hongria                                                    | 1:45.27    | Massimiliano Rosolino · Itàlia                                                   | 1:45.63  | Chad Carvin · Estats Units                                                     | 1:45.79  |
| 400 m. lliures           | Chad Carvin · Estats Units                                                 | 3:41.13    | Paul Palmer · Regne Unit                                                         | 3:42.70  | Massimiliano Rosolino · Itàlia                                                 | 3:43.68  |
| 800 m. lliures           | Jörg Hoffmann · Alemanya                                                   | 14:47.57   | Igor Chervynskyi · Ucraïna                                                       | 14:48.20 | Chad Carvin · Estats Units                                                     | 14:51.23 |
|                          |                                                                            |            |                                                                                  |          |                                                                                |          |
| 50 m. esquena            | Neil Walker · Estats Units                                                 | 23.99      | Lenny Krayzelburg · Estats Units                                                 | 24.24    | Rodolfo Falcón · Cuba                                                          | 24.32    |
| 100 m. esquena           | Neil Walker · Estats Units                                                 | 50.75 RM   | Rodolfo Falcón · Cuba                                                            | 52.87    | Derya Büyükuncu · Turquia                                                      | 52.88    |
| 200 m. esquena           | Gordan Kožulj · Croàcia                                                    | 1:53.31    | Brad Bridgewater · Estats Units                                                  | 1:53.87  | Volodymyr Nikolaychuk · Ucraïna                                                | 1:55.33  |
|                          |                                                                            |            |                                                                                  |          |                                                                                |          |
| 50 m. braça              | Mark Warnecke · Alemanya                                                   | 27.22      | Brendon Dedekind · Sud-àfrica                                                    | 27.27    | Oleg Lisogor · Ucraïna                                                         | 27.30    |
| 100 m. braça             | Roman Sloudnov · Rússia                                                    | 58.57      | Zhu Yi · R.P. de la Xina                                                         | 59.99    | Roman Ivanovsky · Rússia                                                       | 1:00.05  |
| 200 m. braça             | Roman Sloudnov · Rússia                                                    | 2:07.59 RM | Terence Parkin · Sud-àfrica                                                      | 2:07.91  | Andrei Ivanov · Rússia                                                         | 2:09.90  |
|                          |                                                                            |            |                                                                                  |          |                                                                                |          |
| 50 m. papallona          | Mark Foster · Regne Unit                                                   | 23.30      | Neil Walker · Estats Units                                                       | 23.46    | Muhammad Sabir · Estats Units                                                  | 23.56    |
| 100 m. papallona         | Lars Frölander · Suècia                                                    | 50.44 RM   | James Hickman · Regne Unit                                                       | 51.53    | Denys Sylantyev · Ucraïna                                                      | 51.84    |
| 200 m. papallona         | James Hickman · Regne Unit                                                 | 1:53.57    | Shamek Pietucha · Canadà                                                         | 1:54.27  | Anatoly Polyakov · Rússia                                                      | 1:54.47  |
|                          |                                                                            |            |                                                                                  |          |                                                                                |          |
| 100 m. estils            | Neil Walker · Estats Units                                                 | 52.79 RM   | Jani Sievinen · Finlàndia                                                        | 54.08    | James Hickman · Regne Unit                                                     | 54.38    |
| 200 m. estils            | Jani Sievinen · Finlàndia                                                  | 1:56.27    | James Hickman · Regne Unit                                                       | 1:56.86  | Massimiliano Rosolino · Itàlia                                                 | 1:58.05  |
| 400 m. estils            | Jani Sievinen · Finlàndia                                                  | 4:09.54    | Terence Parkin · Sud-àfrica                                                      | 4:10.56  | Michael Halika · Israel                                                        | 4:10.90  |
|                          |                                                                            |            |                                                                                  |          |                                                                                |          |
| relleus 4x100 m. lliures | Suècia Johan Nyström · Lars Frölander · Mattias Ohlin · Stefan Nystrand    | 3:09.57 RM | Estats Units Scott Tucker · Josh Davis · Muhammad Sabir · Neil Walker            | 3:10.98  | Alemanya Mitja Zastrow · Stefan Herbst · Christian Tröger · Stephan Kunzelmann | 3:13.69  |
| relleus 4x200 m. lliures | Estats Units Josh Davis · Neil Walker · Scott Tucker · Chad Carvin         | 7:01.33 RM | Regne Unit Edward Sinclair · Marc Spackman · Paul Palmer · James Salter          | 7:03.06  | Rússia Denis Pimankov · Anatoly Polyakov · Dmitri Chernychev · Andrey Kapralov | 7:05.24  |
| relleus 4x100 m. estils  | Estats Units Lenny Krayzelburg · Jarrod Marrs · Neil Walker · Scott Tucker | 3:30.03    | Alemanya Sebastian Halgasch · Björn Nowakowski · Thomas Rupprath · Stefan Herbst | 3:31.77  | Regne Unit Neil Willey · Darren Mew · James Hickman · Paul Belk                | 3:32.08  |

### Categoria femenina
| Event                    | Or                                                                                  | Or         | Plata                                                                         | Plata   | Bronze                                                                     | Bronze  |
| 50 m. lliures            | Therese Alshammar · Suècia                                                          | 23.59 RM   | Sandra Völker · Alemanya                                                      | 24.77   | Alison Sheppard · Regne Unit                                               | 24.80   |
| 100 m. lliures           | Therese Alshammar · Suècia                                                          | 52.17 RM   | Jenny Thompson · Estats Units                                                 | 53.14   | Martina Moravcová · Eslovàquia                                             | 53.88   |
| 200 m. lliures           | Yang Yu · R.P. de la Xina                                                           | 1:56.06    | Martina Moravcová · Eslovàquia                                                | 1:56.46 | Natalya Baranovskaya · Belarús                                             | 1:57.54 |
| 400 m. lliures           | Lindsay Benko · Estats Units                                                        | 4:02.44    | Yana Klochkova · Ucraïna                                                      | 4:04.39 | Chen Hua · R.P. de la Xina                                                 | 4:06.63 |
| 800 m. lliures           | Chen Hua · R.P. de la Xina                                                          | 8:17.03    | Brooke Bennett · Estats Units                                                 | 8:19.66 | Flavia Rigamonti · Suïssa                                                  | 8:21.57 |
|                          |                                                                                     |            |                                                                               |         |                                                                            |         |
| 50 m. esquena            | Antje Buschschulte · Alemanya                                                       | 27.90      | Marylyn Chiang · Canadà                                                       | 28.03   | Kellie McMillan · Austràlia                                                | 28.06   |
| 100 m. esquena           | Sandra Völker · Alemanya                                                            | 58.66      | Marylyn Chiang · Canadà                                                       | 59.33   | Antje Buschschulte · Alemanya                                              | 59.37   |
| 200 m. esquena           | Antje Buschschulte · Alemanya                                                       | 2:07.29    | Clementine Stoney · Austràlia                                                 | 2:08.64 | Lindsay Benko · Estats Units                                               | 2:08.85 |
|                          |                                                                                     |            |                                                                               |         |                                                                            |         |
| 50 m. braça              | Sarah Poewe · Sud-àfrica                                                            | 30.66      | Hao Ping · R.P. de la Xina                                                    | 31.22   | Tara Kirk · Estats Units                                                   | 31.47   |
| 100 m. braça             | Sarah Poewe · Sud-àfrica                                                            | 1:06.21    | Alicja Pęczak · Polònia                                                       | 1:07.69 | Yelena Bogomazova · Rússia                                                 | 1:08.27 |
| 200 m. braça             | Rebecca Brown · Austràlia                                                           | 2:23.41    | Alicja Pęczak · Polònia                                                       | 2:24.24 | Brooke Hanson · Austràlia                                                  | 2:25.30 |
|                          |                                                                                     |            |                                                                               |         |                                                                            |         |
| 50 m. papallona          | Jenny Thompson · Estats Units                                                       | 26.13      | Anna-Karin Kammerling · Suècia                                                | 26.16   | Nicola Jackson · Regne Unit                                                | 26.85   |
| 100 m. papallona         | Jenny Thompson · Estats Units                                                       | 57.67      | Johanna Sjöberg · Suècia                                                      | 57.96   | Karen Campbell · Estats Units                                              | 58.86   |
| 200 m. papallona         | Mette Jacobsen · Dinamarca                                                          | 2:08.10    | Katrin Jaeke · Alemanya                                                       | 2:09.42 | Otylia Jędrzejczak · Polònia                                               | 2:09.61 |
|                          |                                                                                     |            |                                                                               |         |                                                                            |         |
| 100 m. estils            | Martina Moravcová · Eslovàquia                                                      | 59.71      | Marianne Limpert · Canadà                                                     | 1:02.00 | Alenka Kejžar · Eslovènia                                                  | 1:02.24 |
| 200 m. estils            | Yana Klochkova · Ucraïna                                                            | 2:08.97    | Martina Moravcová · Eslovàquia                                                | 2:08.98 | Marianne Limpert · Canadà                                                  | 2:12.68 |
| 400 m. estils            | Yana Klochkova · Ucraïna                                                            | 4:32.45    | Nicole Hetzer · Alemanya                                                      | 4:37.92 | Katie Jo Yevak · Estats Units                                              | 4:38.80 |
|                          |                                                                                     |            |                                                                               |         |                                                                            |         |
| relleus 4x100 m. lliures | Suècia Louise Jöhncke · Therese Alshammar · Anna-Karin Kammerling · Johanna Sjöberg | 3:35.54    | Alemanya Katrin Meißner · Antje Buschschulte · Britta Steffen · Sandra Völker | 3:37.31 | Regne Unit Alison Sheppard · Claire Huddart · Karen Legg · Karen Pickering | 3:37.93 |
| relleus 4x200 m. lliures | Regne Unit Claire Huddart · Nicola Jackson · Karen Legg · Karen Pickering           | 7:49.11 RM | Estats Units Lindsay Benko · Brooke Bennett · Tammie Stone · Jenny Thompson   | 7:50.59 | R.P. de la Xina Sun Dan · Yang Lina · Li Jin · Yang Yu                     | 7:52.70 |
| relleus 4x100 m. estils  | Suècia Therese Alshammar · Emma Igelström · Johanna Sjöberg · Anna-Karin Kammerling | 3:59.53    | Alemanya Sandra Völker · Janne Schäfer · Katrin Jäke · Katrin Meißner         | 4:01.47 | Estats Units Jamie Reid · Anita Nall · Jenny Thompson · Tammie Stone       | 4:02.51 |

## Medaller
| Pos.  | País            | Or | Plata | Bronze | Total |
| 1     | Estats Units    | 9  | 8     | 8      | 25    |
| 2     | Suècia          | 7  | 3     | 1      | 11    |
| 3     | Alemanya        | 5  | 6     | 2      | 13    |
| 4     | Regne Unit      | 4  | 4     | 5      | 13    |
| 5     | Sud-àfrica      | 2  | 4     | 0      | 6     |
| 6     | Ucraïna         | 2  | 2     | 3      | 7     |
| 7     | R.P. de la Xina | 2  | 2     | 2      | 6     |
| 8     | Finlàndia       | 2  | 1     | 0      | 3     |
| 9     | Rússia          | 2  | 0     | 5      | 7     |
| 10    | Eslovàquia      | 1  | 2     | 1      | 4     |
| 11    | Austràlia       | 1  | 0     | 3      | 4     |
| 12    | Croàcia         | 1  | 0     | 0      | 1     |
| 12    | Dinamarca       | 1  | 0     | 0      | 1     |
| 12    | Hongria         | 1  | 0     | 0      | 1     |
| 15    | Canadà          | 0  | 4     | 1      | 5     |
| 16    | Polònia         | 0  | 2     | 1      | 3     |
| 17    | Itàlia          | 0  | 1     | 2      | 3     |
| 18    | Cuba            | 0  | 1     | 1      | 2     |
| 19    | Belarús         | 0  | 0     | 1      | 1     |
| 19    | Eslovènia       | 0  | 0     | 1      | 1     |
| 19    | Israel          | 0  | 0     | 1      | 1     |
| 19    | Suïssa          | 0  | 0     | 1      | 1     |
| 19    | Turquia         | 0  | 0     | 1      | 1     |
| Total | Total           | 40 | 40    | 40     | 120   |